# Promachus caffer
Promachus caffer là một loài ruồi trong họ Asilidae. Promachus caffer được Macquart miêu tả năm 1846.